# Zadah tela
Pour plus de détails, voir Fiche technique et Distribution.
Zadah tela (Задах тела) est un film yougoslave réalisé par Živojin Pavlović, sorti en 1983.

## Fiche technique
- Titre original : Zadah tela, Задах тела
- Réalisation : Živojin Pavlović
- Scénario : Slobodan Golubović Leman et Živojin Pavlović
- Costumes : Mirjana Ostojić
- Photographie : Aleksandar Petković
- Montage : Olga Skrigin (sr)
- Musique : Vartkes Baronijan
- Pays d'origine : Yougoslavie
- Format : Couleurs - 35 mm
- Genre : drame
- Durée : 99 minutes
- Date de sortie : 1983

## Distribution
- Dušan Janićijević : Bora
- Rade Šerbedžija : Panco Vila
- Metka Franko : Majda
- Ljiljana Medjesi : Milka
- Zijah Sokolović : Pancov brat
- Ljiljana Šljapić : Pevacica Lela
- Ivo Ban : Inzenjer
- Stole Aranđelović : Milkin otac
- Jonas Žnidaršič : Marko
- Andrej Hocevar : Andrej
- Janez Rohacek : Jamnikar

## Récompenses
- Festival du film de Pula 1983 : Grande Arène d'or du meilleur film, meilleurs scénario et meilleur acteur dans un second rôle pour Zijah Sokolović